# Boreostereum sulphuratum
Boreostereum sulphuratum är en svampart som först beskrevs av Berk. & Ravenel, och fick sitt nu gällande namn av G.Y. Zheng & Z.S. Bi 1990. Boreostereum sulphuratum ingår i släktet Boreostereum och familjen Gloeophyllaceae.   Inga underarter finns listade i Catalogue of Life.